# TT268
TT268 (Theban Tomb 268) è la sigla che identifica una delle Tombe dei Nobili ubicate nell'area della cosiddetta Necropoli Tebana, sulla sponda occidentale del Nilo dinanzi alla città di Luxor, in Egitto. Destinata a sepolture di nobili e funzionari connessi alle case regnanti, specie del Nuovo Regno, l'area venne sfruttata, come necropoli, fin dall'Antico Regno e, successivamente, sino al periodo Saitico (con la XXVI dinastia) e Tolemaico.

## Titolare
TT268 era la tomba di:
| Titolare             | Titolo                                       | Necropoli      | Dinastia/Periodo | Note |
| -------------------- | -------------------------------------------- | -------------- | ---------------- | ---- |
| famiglia di Nebnakht | Servo nel Luogo della Verità a ovest di Tebe | Deir el-Medina | XIX dinastia     |      |

## Biografia
Ipy fu suo padre, Auti sua madre. Thay fu sua moglie.

## La tomba
TT268 è costituita da due sale adiacenti tra loro che sono forse assegnabili al medesimo titolare; è verosimilmente identificabile la sala di sinistra come cappella e la destra come sala sussidiaria non assegnabile con certezza, tuttavia, ad alcuno: sulle pareti (1 in planimetria) due navi in navigazione, un uomo e una donna dinanzi a un'altra coppia; personaggi che raccolgono l'uva; sulla parete opposta (2) il defunto e la moglie assisi con una fanciulla che offre a loro libagioni in presenza di un'arpista, una danzatrice e alcuni ospiti. Sul fondo, in una nicchia (3) una stele con il defunto, la moglie e un piccolo fanciulli, nonché alcuni preti officianti.
Nella camera sussidiaria: (4) un uomo e una donna dinanzi ad un'altra coppia e (5) scene di banchetto. Su altre pareti (6-7) scene della processione funeraria con portatori di offerte e dolenti. Sulla parete di fondo (8) una nicchia ai lati il defunto in offertorio a Osiride (a sinistra) e a Ra-Horakhti (a destra).

### Annotazioni
1. ↑  La numerazione dei locali e delle pareti segue quella di Porter e Moss 1927, p. 348.
2. ↑  La prima numerazione delle tombe, dalla numero 1 alla 252, risale al 1913 con l'edizione del "Topographical Catalogue of the Private Tombs of Thebes" di Alan Gardiner e Arthur Weigall. Le tombe erano numerate in ordine di scoperta e non geografico; ugualmente in ordine cronologico di scoperta sono le tombe dalla 253 in poi.
3. ↑  I campi della Duat, ovvero l'aldilà egizio, si trovavano, secondo le credenze, proprio sulla riva occidentale del grande fiume.
4. ↑  Nella sua epoca di utilizzo, l'area era nota come "Quella di fronte al suo Signore" (con riferimento alla riva orientale, dove si trovavano le strutture dei Palazzi di residenza dei re e i templi dei principali dei) o, più semplicemente, "Occidente di Tebe".
5. ↑  le Tombe dei Nobili, benché raggruppate in un'unica area, sono di fatto distribuite su più necropoli distinte.
6. ↑  Le note, sovente di inquadramento topografico della tomba, sono tratte dal "Topographical Catalogue" di Gardiner e Weigall, ed. 1913 e fanno perciò riferimento alla situazione dell'epoca.
7. ↑  Set-Maat = "Luogo della Verità" era uno dei nomi con cui era noto il villaggio operaio di Deir el-Medina. Il villaggio era anche noto come Pa-demi, ovvero, semplicemente, "il villaggio".
8. ↑  Nomi ricavabili da una stele, oggi al Museo Egizio di Torino (cat. Sup.6044).

### Fonti
1. ↑  Gardiner e Weigall 1913.
2. ↑  Donadoni 1999,  p. 115.
3. 1 2  Porter e Moss 1927, p. 349.
4. 1 2  Porter e Moss 1927,  p. 349.